# Hallein (huyện)
Bezirk Hallein là một huyện hành chính (Bezirk) ở federal state của Salzburg, Áo, và congruent with the Tennengau region.
Huyện này có diện tích 668.35 km², với dân số 61.660 (2023), và mật độ dân số 92 người trên mỗi km². Trung tâm hành chính huyện là Hallein.
| Năm    | 1869  | 1880  | 1890  | 1900  | 1910  | 1923  | 1934  | 1939  | 1951  | 1961  | 1971  | 1981  | 1991  | 2001  |
| ------ | ----- | ----- | ----- | ----- | ----- | ----- | ----- | ----- | ----- | ----- | ----- | ----- | ----- | ----- |
| Dân số | 18674 | 19219 | 19983 | 22398 | 24600 | 24627 | 26988 | 27094 | 34263 | 35637 | 41115 | 44815 | 50396 | 54282 |

- Nguồn: Statistik Austria

## Phân chia hành chính
Huyện này được chia thành 13 đô thị, một trong số đó là thị xã, và 4 trong số đó là phố thị (market town).

### Thị xã
1. Hallein (18.399)

### Phố thị
1. Abtenau (3.324)
2. Golling an der Salzach (3.903)
3. Kuchl (6.431)
4. Oberalm (3.844)

### Các đô thị
1. Adnet (3.324)
2. Annaberg-Lungötz (2.296)
3. Bad Vigaun (1.885)
4. Krispl (849)
5. Puch bei Hallein (4.088)
6. Rußbach am Paß Gschütt (803)
7. St. Koloman (1.497)
8. Scheffau am Tennengebirge (1.292)

(dân số 15 tháng 5 năm 2001)